# 아다마스
《아다마스》는 2022년 7월 27일부터 2022년 9월 15일까지 방송된 tvN 수목드라마다.

## 기획의도
계부를 죽인 친부의 누명을 벗기기 위해 진범을 찾는 형, 그리고 살해 증거인 '아다마스'를 찾는 동생. 둘이자 하나인, 쌍둥이 형제의 진실 추적기

## 제작진

### 제작사
- 스튜디오드래곤
- 메이스엔터테인먼트

### 극본
- 최태강

### 연출
- 박승우 : MBC 월화 드라마 《카이로스》(연출) 연출
- 성치욱 : MBC 월화 드라마 《카이로스》(공동 연출) 연출
- 임채림

## 등장인물

### 주요 인물
- 지성 : 하우신 역 - 베스트셀러 추리소설 작가

“아다마스를 훔칠 겁니다. 그러니깐 저 좀 말리지 말라고요.”
쌍둥이 중 동생, 본명은 송우신. 필명은 어머니의 성을 따라 하우신. 인생을 다 아는 듯, 인간을 다 아는 듯, 마치 소설 속 주인공 캐릭터 같은 그는, 사람 관찰이 취미인 심리학 박사 출신으로, 그 분야에서 독보적인 존재감을 뽐내던 차에 심리묘사가 탁월한 추리소설 작가로 거듭났다.

평온한 말투와 적당한 유머, 사려 깊은 성품 탓에 모르는 이들은 그를 인류애 넘치는 휴머니스트라 착각하지만, 어떠한 순간에도 쉽게 평정을 잃지 않는 지극히 이성적인 인물. 높은 자존감에 곱게 자란 것 같아도, 알고 보면 제법 극적인 인생사가 숨겨져 있다.
출생의 비밀, 사생아다.
어머니는 복중에 쌍둥이를 품은 채 아버지를 만났고, 아버지는 그런 어머니를 그저 헌신적으로 사랑했다.
그들은 그렇게 가족이 되었다.
그림처럼 행복하던 유년 시절이 지나고, 15살이 되던 해.. 비극이 시작된다. 아버지의 갑작스런 죽음. 살인자는 80년대 권력자들을 상대로 신출귀몰한 절도 행각을 벌였던, 대도 이창우. 살인의 이유는 민망하리만큼 초라한, 단돈 10만원. 이삿짐 트럭 외상값이었다.
이후 어머니는 꿋꿋이 두 아들을 훌륭히 키워냈지만, 오래 지병 끝에 눈을 감는다.
우신에게 충격적인 유언을 남긴 채. ‘네 아버지를 죽인 사형수. 그이는 억울해..’ 쌍둥이 형 수현에게조차 말하기 힘든, 혼란스러운 진실. 애써 외면하던 차에, 익명의 편지 한 통이 날아든다. 아버지의 사건 현장에서 사라졌던 살해흉기.
그 사라진 살해흉기가 바로 세상에서 가장 비싼 다이아몬드 화살이자, 대한민국 굴지의 재벌 기업, 해송그룹의 상징 ‘아다마스’라고!!
- 지성 : 송수현 역 - 중앙지검 특수4부 평검사

“당신이 숨기는 게 뭔지, 하나하나 다 까발려 줄테니깐 각오해.”
쌍둥이 중 형, 대통령이 와도 꼬우면 일단 들이받고 보는 지랄 맞은 성격 탓에 ‘송각하’라 불리는 중앙지검 유명인사. 고요한 아우라로 좌중을 압도하는 우신과는 달리, 희노애락 분명한 동적인 인물. 심히 감정적이다. 그래서 인간적이기도 하고. 성질머리는 개차반인데, 공부머리는 있어서 중고등 내내 전교 1등. 아슬아슬 삐딱선 타던 아들놈도 엄마 사랑은 지극한 덕에, 엄마가 원하는 판검사길로 직진! 종종 아버지 때문에 검사가 됐느냐 오해를 받기도 하지만, 모든 건 엄마 때문이다. 뭐, 가출할 때마다 매번 찾으러 오던
성가신 그 녀석의 공도 3할쯤은 되겠고. 검사 타이틀을 달고 나니, 적성에 딱이었다.
나쁜 놈들 때려잡고, 못된 놈들 후려치고, 지위고하를 막론! 탈탈탈~!! 털었다.
천하에 무서울 것 없는 수현에게 걱정거리는 오직 우신뿐. 엄마가 돌아가신 후, 마음 못 잡고 있는 걸
지켜보자니 피가 식는다.
그런 우신이 한 달간 여행을 떠난다고 했을 때, 내심 기뻤다.
한시름 덜었구나 싶던 차에 찾아온 불청객. 다짜고짜 찾아와서는 아버지를 죽인 사형수 이창우가 누명을 쓴 거라고 주장하는 기자 김서희. 처음에는 미쳤나 싶었다.
근데, 김서희가 두고 간 자료들을 찬찬히 훑다보니, 어쩌면…? 이라는 미친 생각이 들었다.
밑져야 본전이다.
그 날의 감춰진 이야기를 파보기로 마음먹는데… 파면 팔수록 맞춰지는 퍼즐 조각들, 타고난 싸움꾼인 수현의 촉수를 자극한다.
- 서지혜 : 은혜수 역 - 해송그룹 장남의 아내

‘이 집안에 불법은 없답니다, 뭐든 가능하죠.”
은국병원 무남독녀 외동딸. 아름다운 외모에 고아한 분위기, 온실 속에서 곱게 자란 화초다.

해송그룹 차남의 연인이었으나, 장남과 정략결혼한 비운의 여인. 애정 없는 결혼생활 3년 차. 이 저택에서 벗어나려면, 경우의 수는 두 가지다.
죽거나, 해송이 망하거나. 순진무구했던 아가씨는 어느새 독기를 머금은 여인이 되고, 급기야 증권가 찌라시에선 예사 또라이가 아니라며 입방아에 오르내리는데. 그러던 어느 날, 남편 현조로부터 충격적인 사실을 듣게 된다. 어쩌면 해송을 벗어날 수도, 아니 무너뜨릴 수 있을 지도 모를... 은혜수, 그녀는 화초가 맞거다.
주의사항은 관상용. 함부로 건드리면 다칠 걸?
그걸 모르고 집안에 들인 건, 권회장의 판단미스.
무슨 생각을 하는 지 알 수 없는 그녀가 서서히, 은밀하게 움직이기 시작한다. 그리고 이내 해송원에 들어온 우신과 맞닥뜨리는 혜수. 아마다스를 훔치러 왔다는 미친 소리를 하는 작가 하우신.
도둑질에 협조하라고 하는 것도 모자라, 과제까지 던진다.
이 사람, 방해물일까, 내게 온 기회일까.
- 이수경 : 김서희 역 - TNC 사회부 기자

“내가 알아요, 그 사람 결백한 거. 그러니깐 개소리 좀 집어쳐요”
만만히 봤다간 코 깨지기 십상. 어디 가서 성깔로는 안 밀린다.
불의를 보면 참지 못하고 기어이 저격기사를 써대는 탓에 늘어가는 고소장과 협박들. 생글생글 웃는 얼굴로 사람 잡는, 정의로운 열혈 기자. 그놈이 그놈이라는 부정부패 네임드 중에 특히나 눈엣가시 같은 인물이 있었으니, 새미래당 황병철 의원. 취재 가는 판마다 그 이름 석 자가 거론되는 통에, 족족 까는 기사를 작성, 웬만한 정치부 기자보다 황병철에 대해 빠삭한 경지에 이르렀다.
근데! 그런 싸구려 인간이 대선후보가 됐으니, 통탄할 노릇. 막아야한다! 그놈이 대통령이 된다면, 사형집행이 재개될 것이고, 억울하게 ‘그’가 죽는다.
서희의 남다른 정의로움에는 사연이 있다. 22년 전, 대도로 이름 날리던 이창우가 저지른 유일한 살인 사건. 그가 유죄판결을 받게 된 결정타는, 목격자의 증언 때문이었는데… 그녀는 알고 있었다.
그것이 실은, 거짓증언이었음을. 그때부터였을 거다. 강박적으로 정의에 집착하게 된 것이. 마치 속죄라도 하듯이. 용기 내어 수현을 찾아가 알린다.
당신 아버지를 죽인, 진범은 따로 있다고. 하지만 그 순간엔 몰랐다. 그것이 이 모든 비극의 서막이 될 줄.

### 해송원 사람들
- 허성태 : 최태성 역 - 해송그룹 저택 보안총괄책임자

거친 말투, 산전수전 다 겪은 상남자. 툭툭 뱉는 막말만큼이나 성질도 불 같지만, 생각보다 여리다.
스스로 그게 약점이라 판단하여, 겉으로 더 나쁜 놈 코스프레를 하는 중. 돈 앞에 장사 없다고, 해송그룹의 사주를 받아 동료를 내부고발 파면시키고, 그 대가로 거액의 연봉이 보장된 해송그룹 권회장 저택의 보안총괄책임자로 발탁되었다.
취미는 저택 뒤편 숲에 나가 꿩 사냥하기. 성실근무(?) 2년차, 조용하던 저택에 난데없이 샌님 한 놈이 등장했다. 회장의 회고록 대필 작가라는 하우신 이 놈, 저택에 입성하자마자 여기저기를 쑤시고 다니며 귀찮게 한다.
심지어 본인은 해송그룹의 상징, 아마다스를 훔치러 왔다는 헛소리를 하며 자신의 조력자가 되어달라하는데… 명령에 죽고 명령에 사는 최총괄. 그의 선택은?
- 이경영 : 권재규 역 - 해송그룹 회장

고개 숙이는 법을 배운 적이 없다.
고개 숙이게 만드는 인간들은 모조리 그 모가지를 끊어버리면 그만. 권위에 심취한 오만한 제왕이다.
내 말이 법이요, 넌 따르기만 하면 돼. 정치, 경제, 법조계 대한민국 그 어디에도 해송, 권회장의 그림자가 드리워져 있다.
대통령마저 함부로 무시할 수 없는 실세 중 실세. 거죽은 젠틀한 노신사지만, 속내는 싸이코패스 뺨치는 냉혈한이다.
제왕의 삶을 기록하기 위해 회고록을 남기고자 한다.
그렇게 우신을 대필 작가로 해송그룹의 저택, 해송원에 들인다.
우신을 처음 보았을 때, 몹시 흥미로웠다.
잘 알고 있는 누군가와 닮은 미소를 가진 우신…
웃는 얼굴 뒤로 칼을 품고 있는 줄은 모르고.
- 황정민 : 권순희 역 - 해송그룹 저택 집사

뭐에 심통이 났는지 늘 못마땅한 표정. 절뚝절뚝 지팡이를 짚고 걷다가 수틀리면 냅다 지팡이로 후려갈기고 보는, 심보 고약한 노인네. 그 경박스런 웃음꽃이 만개할 때는 오직 권회장을 뫼실 때. 오매불망 주인님을 향한 그 충심은 가히 해바라기라 하겠다.
집안 대대로 권씨네 노비로, 신분제가 철폐되면서 성씨 없는 종들이 주인의 성을 따라 권씨가 되었다.
천지는 개벽했는데도 아직까지 대를 이어 권회장의 충복이 된 사람. 권회장이 하늘이요, 진리요, 우주다.
헌데, 대필 작가랍시고 들어온 놈이 거슬려 미치고 팔딱 뛸 지경.
주인님은 왜 그 놈을 자꾸 싸도 도는 것인지. 수상한 놈으로부터 회장님을 지키기 위해 반드시 저 놈을 내보낼 것이다.
- 서현우 : 권현조 역 - 해송그룹 장남, 대표이사

권회장이 타고난 냉혈한이라면, 현조는 학습된 악마. 아버지 따라하기 우등생이다. 보여주기 식 행동으로 인해, 대중적 이미지는 굿. 애석하게도 적장자로 태어났지만, 차남이자 서자인 민조에게 늘 밀렸다.
심지어 아버지는 해송의 후계자로 자신이 아닌 민조를 낙점했다.
깊은 절망 속에서도 한 줄기 빛은 오기 마련인 건지, 민조가 갑자기 사망했다. 은국병원 딸 혜수와의 정략결혼을 명 받긴 했지만, 그 까짓 거 뭐 대수라고. 이후로 경영에만 불철주야 매진했는데, 브레이크가 걸린다.
송수현. 22년 전 자기 아버지 사건을 파헤치겠다며 설치고 다니는데, 죽여 버릴까? 실종, 자살? 사고사가 나은가? 목하 고민 중.
- 이시원 : 윤 비서 역 - 권 회장의 수행비서

풀내음이 날 것 같은 청순가련한 외모에 똑 부러진 일 처리. 이름은 윤 진. 보육원 원장님이 지어준 이름이다. 진선미, 버림받은 세 자매 중 첫째. 셋째는 병으로 죽고, 두 자매만 살아남았다.
청각장애인으로, 어린 나이에 권집사 손에 이끌려 저택으로 들어왔다.
그 날부터 해송그룹의 수족으로 키워졌다.
희로애락을 느낄 수 없는 언제나 같은 표정을 하고 있는, 속을 알 수 없는 인물.
- 신현승 : 이동림 역 - 우신의 문하생

마냥 해맑다.
말이 뇌를 거치지 않고 바로 나오는 철부지. 악의는 없는데, 듣다 보면 이거 멕이는 건가? 갸웃하게 만드는 화법의 소유자. 워낙에 명랑소년이라 쥐어박지도 못하고, 그래도 애는 착해~ 라고 포장되는 인간형. 아버지의 수술 비용을 위해, 우신을 따라 저택으로 들어왔다.
남의 돈으로 비싼 밥 먹고 호텔보다 좋은 침대에서 뒹굴고 노 났다 싶었는데, 우신이 수상하다. 회고록 집필이 아니라 다른 목적이 있는 것 같다.
근데 이 놈의 저택은 더더욱 수상하다. 나, 여기 있어도 괜찮은 걸까?
- 우현주 : 오 여사 역 - 메이드들의 대장

해송그룹 메이드 10년차. 이 바닥에서 잔뼈가 굵은 베테랑이다.
의리 따윈 모르겠고, 돈 따라 마음 따라가는 인물로 따지고 보면 어느 쪽에도 속하지 않는 이 집안에서 가장 위험한 회색분자. 하우신씨. 내 마음을 사고 싶으면, 돈을 주세요. 얼마 안 해~
- 고윤 : 박 요원 역 - 해송그룹 저택 보안요원

우수한 신체능력으로 특별 채용된 에이스 보안요원, 매사 진중한 모습으로 저택 내 카리스마를 담당한다.
- 최찬호 : 김요원 역 - 해송그룹 저택 보안요원

반듯한 외모의 건실한 청년, 우신의 소설책을 달달 외우다시피 하는 광팬이다.

### 팀 A (ARES)사람들
- 오대환 : 이준경 역 - 해송그룹 비밀조직 팀A의 수장

“모르면 외우세요. 컨트롤은 해송이 합니다”
해송그룹의 해결사. 이를 드러내고 소리 없이 웃는, 서늘한 미소가 그의 아이덴티티. 해송에 방해되는 인물들 위주로, 사고사, 돌연사, 자살, 실종 등 다양한 방법으로 고충을 처리한다. 특수부대 군 출신으로, 일찌감치 능력을 인정받아 승진 가도를 달린 엘리트 요원. 현재 실질적인 해송그룹의 넘버 3이다. 팀A에 오더를 내릴 수 있는 건, 오직 권 회장과 현조. 그리고 이 팀장 뿐이니깐. 늘 여유 있다.
마음만 먹으면 누구든 죽여 버릴 수 있다는 자신감일까? 그런 이팀장을 초조하게 만드는 위협적인 존재의 출현. 웬 평검사 나부랭이가 22년 전 사건을 파헤치겠다고 들쑤시는데, 송수현. 그 자식이 거슬리는 가장 큰 이유는, 놈이 설칠수록 이창우가 위험해진다.
22년을 기다렸다.
아직까진 이창우를 살려둬야 한다.
- 박혜은 : 썬 역 - (아역 : 이효비) 통제불능 팀A의 에이스

최종병기 그녀, 활동명 썬. 본명은 윤 선, 윤비서의 여동생이다.
어디로 튈지 모르는 성격에 천하에 권집사 마저 두 손 든 악바리. 떡잎부터 알아본다고, 그 길들여지지 않는 성격 탓에 일찌감치 팀A로 발탁되었다.
한창 이름을 떨치다가, 현재는 자숙중이다.
깔끔한 일처리는 나무랄 데 없는데, 필요이상으로 타겟을 고통스럽게 죽이는 스타일을 고수해서 좌천당했다.특수본과 팀A의 대결이 수면 위로 떠오르자, 다시 호출된다.
썬, 기지개를 켠다. 한 번, 놀아볼까?
- 이호철 : 정 과장 역 - 팀A의 2인자

압도적인 피지컬과 비열한 두뇌로 이팀장과 함께 팀A의 전반을 이끌고 있다. 머지 않은 언젠가 이팀장을 꺾고 1인자가 될 것을 기대하고 있으며, 이팀장이 낙하산으로 들인 얼치기 막내 동생 이과장의 덜떨어짐이 불만스럽지만, 그 기대와 불만 모두 드러내지 않은 채 이팀장 곁에서 충실하게 임무 수행 중.
- 조동인 : 이준호 역 - 팀A 요원, 이 팀장의 친동생

가장 존경하는 사람이 친형인 이팀장. 형님은 항상 자길 애처럼 보고 못미더워하지만, 어서 빨리 증명해 보이고 싶을 뿐. 누구보다도 현장 체질이라는 것을.

### 특수본 (국가 특별 수사 본부) 사람들
- 최덕문 : 강혁필 역 - 특수본 본부장

느릿느릿 고조 없는 목소리. 극한 상황에서도 동요하지 않는 돌부처. 그의 평생숙원은 해송그룹의 비밀조직을 와해시키는 것이다.팀A의 실체를 밝히고 응징하기 위해, 수면 아래에서 조용히 움직이는 중. 목적을 위해서라면 수단과 방법을 가리지 않는다. 신념이 있으니, 방법이 그르다 손가락질 당해도 감내할 의지 또한 있다. 최악의 경우, 모든 책임을 지고 미련없이 떠날 대인배. 강본에게 특수본의 전권이 쥐어진 이유는 간단하다. 어느 라인에도 속하지 않아, 어디에도 얽매이지 않고 활동이 가능하단 것.
바꿔 말하면, 일이 어그러질 시 보호세력이 없으니 제거도 쉽다는 반증.
- 장진희 : 미스 리 역 - 특수본 정예 요원

서류상으로는 경찰조직에 없는 존재. 컴퓨터도 능숙, 격투도 능숙. 내근직과 외근직 전부 가능한 멀티형 요원. 차악이 되어서라도 최악을 제거하는 것이 정의라는 강본의 신념에 기본적으로 따르지만, 때로는 대의라는 명분 하에 이루어지는 일들에 경계심을 늦추지 않는 인물
- 원형훈 : 미스터 한 역 - 특수본 정예 요원

투철한 사명감과 약간의 고지식함, 특수본 요원이 천직이다. 언제나 강혁필 본부장 옆에서 자신의 소임을 다한다.
- 이도엽 : 미스터 백 역 - 특수본 정예 요원

### 그 외 인물
- 김종구 : 황병철 역 - 새미래당 대선후보

해송그룹이 서포트하는 대선후보.대통령 자리만 준다면, 돈과 권력 앞에서 한없이 값싸지는 무릎을 가진 인사다. 검사 출신답게 슬로건은 법통령. ‘사형집행 재개’를 대선공약으로 걸고 역대급 표몰이 중인데, 당선이 유력하다는 평이다. 사실, ‘사형집행 재개’ 공약은 해송그룹에서 제안한 딜이다. 공약으로 걸어주기만 하면, 선거자금 팍팍 지원하겠다는데 마다할 이유가? 인권이고 뭐고 내 알바 아니고요, 나야 청와대 입성만 하면 만고땡.
- 임병기 : 은경구 역 - 은국병원 병원장. 혜수의 아버지

끼리끼리 논다고 황후보와 형님동생 아삼육이다. 자수성가해서 이만하면 명문가다 싶은데, 아들이 없네? 사위라도 잘 봐야지 했더니, 기특하게도 해송그룹 둘째랑 연애를 한단다. 정계 쪽으로는 황후보 인맥 탄탄하고, 재계 쪽으로는 권회장만 낚으면 금상첨화. 예비사위 민조가 사망하자, 염치불구 기어이 맏며느리 자리로 혜수를 밀어 넣는다.
- 조성하 : 대도 이창우 역 - 사형수

80년대 고위층을 대상으로 신기에 가까운 절도행각을 벌였던 대도. 대도로 활동하다 경찰에 붙잡혀 15년을 감옥에서 살다 출소하지만, 출소하자마자 이삿짐 트럭 기사 송순호를 살해한 혐의로 사형수가 되어 22년째 복역 중이다.
- 미상 : 장영자 역

### 특별출연
- 안보현 : 권민조 역 - 혜수의 첫사랑이자 따뜻한 성품과 자상함을 지닌 인물로서, 혜수와 결혼을 약속한 사이로 평생 함께 할 미래를 꿈꿨지만 불의의 사고로 사망한다. 현조의 이복동생.
- 윤유선 : 하영신 역 - 수현과 우신의 어머니
- 이유주 : 윤 미 역 - 윤 비서 그리고 썬 의 막내
- 조현우 : 송순호 역 - 수현과 우신의 계부 - 이팀장에 의해 아다마수에 눈을 찔려 과다출혈로 사망했다.
- 고규필 : 공대철 역 - 대검 특수 4부 송수현 검사실 수사관
- 김도윤 : 고철민 역 - 해송원에 잠입수사중인 최태성 총괄의 후배
- 미상 : 김원중 역 - 서희의 아버지, 22년 전, 송순호 살인 사건의 목격자로서 억압된 삶을 살다 끝내 팀A에 의해 제거되었다.
- 미상 : 임지숙 역 - 서희의 어머니

## 시청률
최저 시청률과 최고 시청률은 시청률 조사회사와 지역별로 시청률에 차이가 있을 수 있습니다.
| 2022년 | 2022년   | 2022년         | 2022년       | 2022년 |
| 회차   | 방송일   | AGB 시청률     | AGB 시청률   |        |
| 회차   | 방송일   | 대한민국(전국) | 서울(수도권) |        |
| ------ | -------- | -------------- | ------------ | ------ |
| 제1회  | 7월 27일 | 3.502%         | 3.607%       |        |
| 제2회  | 7월 28일 | 2.849%         | 3.004%       |        |
| 제3회  | 8월 3일  | 3.339%         | 3.577%       |        |
| 제4회  | 8월 4일  | 3.068%         | 2.917%       |        |
| 제5회  | 8월 10일 | 2.669%         | 2.826%       |        |
| 제6회  | 8월 11일 | 2.851%         | 2.586%       |        |
| 제7회  | 8월 17일 | 2.866%         | 2.935%       |        |
| 제8회  | 8월 18일 | 3.233%         | 3.057%       |        |
| 제9회  | 8월 24일 | 2.833%         | 2.752%       |        |
| 제10회 | 8월 25일 | 2.886%         | 2.854%       |        |
| 제11회 | 8월 31일 | 2.694%         | 2.442%       |        |
| 제12회 | 9월 1일  | 3.024%         | 3.004%       |        |
| 제13회 | 9월 7일  | 3.139%         | 3.128%       |        |
| 제14회 | 9월 8일  | 2.958%         | 3.109%       |        |
| 제15회 | 9월 14일 | 2.869%         | 2.736%       |        |
| 제16회 | 9월 15일 | 3.353%         | 3.568%       |        |

## 참고 사항
- 이경영과 최덕문은 영화 《암살》, MBC 금토 미니시리즈 《닥터 로이어》에 이어서 세번째로 재회하는 작품의 계기가 되었다.
- 지성과 서지혜는 SBS 대기획 《올인》 이후 19년만에 재회한다.
- 이경영, 최덕문, 우현주는 2022년에 방송된 MBC 금토드라마 《닥터 로이어》에 이어서 두번째로 호흡을 맞추게 되었다.

## 같이 보기
- 대한민국의 텔레비전 드라마 목록 (ㅇ)
- 2022년 대한민국의 텔레비전 드라마 목록